# Congresso di Empoli
Il Congresso di Empoli, noto anche con le denominazioni di Parlamento di Empoli, Concilio di Empoli, Convenzione di Empoli o Dieta di Empoli, fu una riunione tenutasi nel tardo settembre 1260 presso il Palazzo Ghibellino di Empoli, di fronte alla "Collegiata di Sant'Andrea", in seguito alla sconfitta della Repubblica fiorentina nella battaglia di Montaperti.

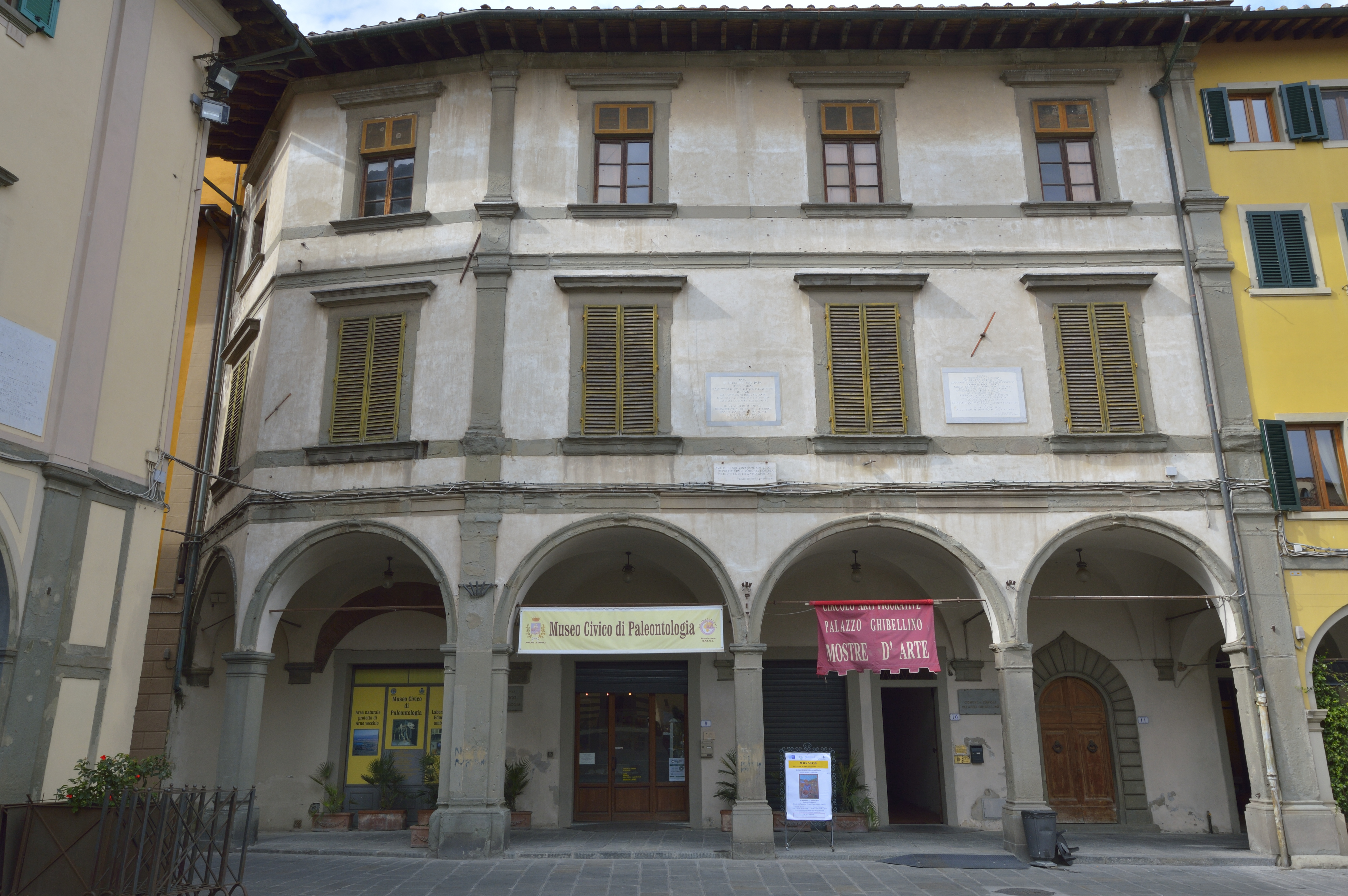
Palazzo Ghibellino a Empoli, la sede del Congresso

In tale occasione, il cosiddetto "parlamento ghibellino" decise la modifica degli equilibri politico-economici della regione. I ghibellini senesi e pisani, acerrimi nemici dei fiorentini più per ragioni economiche che politiche, chiesero ai delegati del re svevo Manfredi di mettere ai voti la proposta di radere al suolo Firenze. A questa richiesta si oppose con tutte le sue forze il capo dei ghibellini fiorentini, Farinata degli Uberti, che riuscì a bloccare la votazione e a salvare così Firenze da distruzione certa. Dante Alighieri celebrerà il merito dell'avversario politico nella Divina Commedia, nel celebre passo del Canto X dell'Inferno.

## Cronistoria
La rivalità tra le città di Siena e Firenze, nel corso del XIII secolo, era di natura sia politica che economica. Siena era da sempre ghibellina, mentre Firenze, che aveva espulso i ghibellini nel 1251, all'epoca dei fatti era a capo della Lega Guelfa in Toscana. Le due città competevano per la conquista sia di zone territoriali che di mercati europei, soprattutto in Francia, nella regione della Provenza, allora indipendente, e in Inghilterra. Inoltre a Siena erano concentrate le banche che amministravano il patrimonio papale e Firenze mirava ad accaparrarsi tali privilegi. Firenze aveva sconfitto Siena in diverse occasioni ed il confine tra le rispettive zone d'influenza era talmente spostato a sfavore dei senesi che correva quasi alle porte di Siena. Nel territorio senese, inoltre, passava un tratto della Via Francigena, che permetteva il transito dei pellegrini dall'Europa settentrionale a Roma, presso la Santa Sede. Siena si era arricchita grazie ai dazi che venivano imposti ai viaggiatori, ai guadagni delle numerose strutture ricettive per viandanti e al commercio, a quel tempo in forte espansione. Firenze non poteva tollerare un così potente competitore a soli 40 km di distanza.

## Le due anime politiche in Firenze
Politicamente, la situazione in Toscana era molto instabile fin dall'inizio del Duecento. Si è ormai accertata la divisione politica del Comune di Firenze data da uno spiacevole episodio di faida privata, ed è altrettanto certo che lo scontro per il predominio sulla penisola tra Svevi e papato fu un fattore ancor più determinante. Circa l'episodio che originò la divisione di Firenze in fazioni, esso è attestato che fosse accaduto nel gennaio 1216 nella Rocca Strozzi a Campi Bisenzio, quando, alla cena indetta dal console Corrado Orlandi per celebrare l'elevazione al rango di cavaliere di Mazingo Tegrimi, un buffone provocò uno scontro fisico in cui Buondelmonte de' Buondelmonti pugnalò il braccio di Oddo Arrighi dei Fifanti, intervenuto a prendersi gioco di un amico di Buondelmonte, Uberto degl'Infangati, che, offeso per aver perso un tagliere di carne ad opera del giullare, si sentì di apostrofare così Arrighi: "Tu menti per la gola!", ricevendo - per tutta risposta - un tagliere pieno di carne sul volto.  
Le famiglie di Buondelmonte e di Arrigo erano legate da vincoli matrimoniali a molte altre in città, ed esse non erano in buoni rapporti. L'affronto di Buondelmonte, secondo il costume del tempo, doveva esser sanato con una vendetta o con una riparazione. Convennero, pertanto, a casa dei Fifanti, tutti i parenti e gli amici appartenenti alle famiglie della "consorteria", associazione medievale di carattere privato, ma con capacità di intervento politico e militare, raggruppante, spesso con riferimento a proprietà in comune, dei rami diversi di una medesima famiglia per lo più nobile.  
Vi si aggregarono talora, specie grazie a matrimoni, altre famiglie come quelle dei Lamberti, degli Uberti, dei Gangalandi e degli Amidei, e si stabilì che Buondelmonte avrebbe potuto riparare l'offesa convolando a nozze con Gualandra degli Amidei, figlia di Lambertuccio Amidei e nipote del ferito. Un notaio stese il contratto di fidanzamento e di matrimonio che si sarebbe dovuto celebrare l'11 febbraio 1216 nella chiesa di Santo Stefano di Firenze. Qualche settimana prima delle future nozze, però, a Buondelmonte venne offerta la mano della bella figlia di Forese Donati, cosicché egli nemmeno si presentò in chiesa il giorno stabilito. La moglie di Forese, Gualdrada, fece naufragare il matrimonio riparatore. Il nuovo affronto venne considerato decisamente eccessivo: alla nuova riunione della consorteria dei Fifanti - Amidei, indetta per cercare la risposta più appropriata al gesto di Buondelmonte, intervenne perentorio Mosca dei Lamberti con la sua lapidaria e proverbiale frase: "Cosa fatta capo ha!", ovvero che si terminasse di discutere e che si uccidesse il reprobo. Infatti, era prevalsa l'opzione di una sonora bastonatura accompagnata da sfregio permanente sul volto. Mosca, però, fece osservare che Buondelmonte era transitato beffardamente a cavallo davanti alla chiesa ove avrebbe dovuto convolare a nozze per recarsi ad ufficializzare il fidanzamento con la figlia di Donati e che i convitati avrebbero rischiato la vita nella faida che si sarebbe inevitabilmente scatenata. Nella chiesa di Santa Maria sopra la porta, venne dunque steso il piano per l'assassinio di Buondelmonte. La domenica di Pasqua, il 16 aprile 1216, mentre si recava a casa Donati per gli sponsali, proveniente a cavallo dal quartiere di Oltrarno ove risiedeva, Buondelmonte stava per attraversare Ponte Vecchio – esattamente sul medesimo percorso tenuto nel momento in cui non aveva partecipato alle nozze riparatrici –, quando, alla Porta di Santa Maria (presso il ponte), laddove era posta la statua di Marte, venne affrontato dai congiurati, che gli rimproverarono la mancanza di onorabilità, e disarcionato da un colpo di mazza infertogli sul capo da Schiatta degli Uberti. Venne poi finito, a terra, dalle pugnalate di Mosca dei Lamberti, di Schiatta degli Uberti, dei Gangalandi e di Oddo Arrighi Fifanti (Oderrigo de' Fifanti, il quale si vendicò della pugnalata da cui prese inizio la faida, recidendogli le vene). A cose avvenute, si crearono due contrapposte fazioni in città, quella che appoggiò i Buondelmonti - Donati - Infangati (il futuro partito Guelfo, cui appartennero Cavalcanti, Alighieri etc.) e quella che parteggiò per i Fifanti - Lamberti - Gangalandi - Uberti (il futuro partito Ghibellino). Tra i fautori dei Ghibellini si collocarono i Conti Guidi signori di Empoli, di Cerreto e di Vinci: la scelta della città di Empoli quale sede del congresso del 1260 fu presa per coniugare la vicinanza a Firenze e la sicurezza politica del luogo.

## La situazione politica in Toscana ed in Italia nel 1200
Rimandando alle lotte per il predominio politico tra Papato ed Impero, lotte in cui s'innestarono la difesa dell'autonomia dei singoli comuni dall'Impero, le date più significative per inquadrare sia la battaglia di Montaperti che il successivo Concilio di Empoli si collocano tra il 1237, data della Battaglia di Cortenuova (località in provincia di Bergamo, ove le truppe imperiali di Federico II di Svevia vinsero sulle milizie comunali), ed il 1266, quando le truppe angioine alleate del papato sconfissero definitivamente gli imperiali nella Battaglia di Benevento, decretando la fine delle fortune ghibelline in tutta la penisola.
La prima fase dello scontro (1237 - 1249), nonostante la Battaglia della Meloria del 1241 – quando la flotta imperiale intercettò al largo delle coste di Livorno la flotta papale spingendola sulle secche e prendendo prigionieri alti porporati –, vide la vittoria dei Comuni, che sconfissero pesantemente Federico II nella Battaglia di Fossalta (vicino a Modena) nel 1249. Federico II perse il figlio, Enzo di Sardegna, fatto prigioniero e morto in cattività a Bologna. Federico II morì poi nel 1250 ed Enzo nel 1272. Contemporaneamente, Firenze, di parte guelfa ed alleata della Lega Lombarda, godeva dell'importantissima benevolenza del Papa e dell'alleanza di Pistoia, di Grosseto e di Lucca, ma – soprattutto – di Carlo I d'Angiò, fratello del re di Francia Luigi IX. Ghibelline erano, invece, Arezzo, Siena, Pisa, Empoli, Montepulciano e Montalcino. Più in generale la fazione ghibellina era disseminata in tutta la Toscana e, pur essendo generalmente minoritaria, essa trovava in Siena e Pisa due forti baluardi. Nel 1248 i ghibellini presero il potere a Firenze, ma il tramonto degli imperiali e la morte di Federico II provocò la loro cacciata dalla città nel 1251.
Anche la seconda fase dello scontro (1258 - 1266) ebbe come vincitore il papato, ma, a differenza di quanto avvenne nella prima fase, questa volta si assistette al tramonto della potenza svevo - ghibellina. Nel 1258, dopo un lustro trascorso a riorganizzare il regno svevo in Italia meridionale, la politica interventista propria di Federico II venne ripresa da Manfredi di Sicilia. Siena aveva come alleato principale proprio Manfredi, figlio di secondo letto di Federico II di Svevia. Lo scontro da cui il Congresso di Empoli scaturì, riguardò la lotta per il predominio politico in Toscana e si concluse solo nel novembre 1266 con la definitiva cacciata dei ghibellini dalla maggior parte delle città toscane.
Durante il periodo tra la morte di Federico II (1250) e l'ascesa al trono di Manfredi (1258), la guelfa Firenze ebbe la meglio sulla ghibellina Pisa. La causa che, il 4 settembre 1260, portò allo scontro di Montaperti (frazione di Castelnuovo Berardenga) fu il mancato rispetto da parte senese degli accordi stipulati fra i due comuni nel 1255 alla fine di una guerra che si era conclusa in maniera sfavorevole per Siena, e nei quali si sanciva l'alleanza con i fiorentini e l'impegno a non accogliere alcuno che fosse stato bandito da Firenze, Montepulciano e Montalcino. I senesi al contempo erano legati dal 1251 ad un patto di mutua assistenza con i ghibellini fiorentini, così quando nel 1258 questi furono cacciati da Firenze, Siena li accolse venendo meno al trattato siglato tre anni prima. Siena, nel 1259, visti gli attriti sempre più frequenti con Firenze, aveva stretto alleanza con Manfredi ed aveva ricevuto in rinforzo alcune compagnie di cavalieri tedeschi (circa 800 uomini) al seguito del cugino del Re di Napoli, il conte Giordano d'Agliano. Nel febbraio 1260 aveva riottenuto la fedeltà di Grosseto e nel successivo mese di marzo iniziò le operazioni atte alla riconquista di Montemassi e Monteano, perse nel 1255: tutta la toscana centro-meridionale era oramai divenuta ghibellina, isolando di fatto Firenze da Roma. Lo scontro che si svolse a Montaperti conferì un effimero predominio politico ed economico a Siena, un illusorio potere ai ghibellini fiorentini (che rimanevano al potere in città, ma di fatto vassalli dei senesi), ed un precario vantaggio politico a Manfredi che terminerà con la battaglia di Benevento del febbraio 1266.

## Il Concilio di Empoli e le sue conseguenze storiche
Le ragioni che portarono ad indire il Congresso di Empoli furono sì politiche, in quanto si dovettero ripartire le influenze politiche delle città vincitrici, Siena, Pisa ed Arezzo, ma anche fondamentalmente economiche, dal momento che erano in gioco delicati equilibri in questo settore specifico.
La proposta avanzata dai nemici storici e giurati di Firenze di raderla al suolo era motivata appunto più da motivi economici che non politici. Presiedeva la riunione Giordano d'Agliano, Conte di Sanseverino, piemontese, vicario dal dicembre 1259 del Re Manfredi e capo assoluto dei ghibellini toscani. Il monarca svevo gli aveva dato un ambiguo mandato di "ridurre Firenze ad un borgo", non necessariamente da prendersi alla lettera, ovvero di raderla al suolo, ma – forse – di renderla inoffensiva per gli anni a venire. Il partito ghibellino fiorentino era da sempre minoritario in città e, al fine di poter sopravvivere, doveva appoggiarsi ai partiti ghibellini più potenti, appunto quelli senese e pisano, seppur in posizione non autonoma e totalmente subalterna. Firenze, invece, costituiva un notevole ostacolo ai commerci di Siena via terra e di Pisa via mare (Firenze da sempre ambiva ad uno sbocco al mare, ai danni di Pisa).
L'accettazione della proposta di distruggere Firenze non costituiva un problema per i ghibellini fiorentini, ma era totalmente da escludersi per il loro capo riconosciuto, Farinata degli Uberti, ambizioso e caparbio. A tal proposito, come riportano sia Giovanni Villani che Dino Compagni, Farinata fuse due proverbi toscani ("Com’ asino sape, così minuzza rape" e "Vassí capra zoppa, se ‘l lupo non la ’ntoppa") in uno, esclamando: "Com’ asino sape, sí va capra zoppa, così minuzza rape, se ‘l lupo non la ’ntoppa", che – parafrasato – suona all'incirca come: "Come anche l'asino (l'uomo senza cervello) sa, la capra (l'uomo che si fa trascinare) così va zoppicando, e così poco raggiunge, se il lupo (l'uomo deciso) non la blocca". Fu la sua argomentazione a far pendere la bilancia in favore di Firenze, incidendo sull'incerto Manfredi, il quale non caldeggiava alcun'ipotesi in particolare. Infatti, erigendosi a baluardo in difesa di Firenze, Farinata fece capire ("com’ asino sape") che le altre città ghibelline ("sí va capra zoppa") avevano dato un modesto contributo alla vittoria finale ("così minuzza rape") da non poter dettare alcuna condizione a lui ("se ‘l lupo non la ’ntoppa"). Sicuramente, però, la posizione strategica di Firenze contribuì al suo risparmio. Come pure fu risolutivo l'appoggio dato a Farinata dalla potente famiglia ghibellina dei Conti Guidi del Casentino. Era presente al concilio Guido Novello, dei Conti Guidi di Casentino e Modigliana. Egli, a Siena, era stato con Farinata degli Uberti a capo dei ghibellini fuorusciti da Firenze ed aveva con lui organizzato il tradimento di alcuni fiorentini (in particolare di Bocca degli Abati), che fecero ritirare la cavalleria fiorentina al momento culmine della Battaglia di Montaperti, determinando la sconfitta della fanteria guelfa.
Il vicario di Manfredi optò per suggerire al re svevo la soluzione meno drastica, pena un'insanabile frattura all'interno del movimento ghibellino filoimperiale dal possibile esito catastrofico.
Le conseguenze delle decisioni prese al Congresso furono fondamentali per la storia della città, della regione e dell'Europa: basti pensare che non avrebbero potuto esser presenti, nella forma storica conosciuta, la famiglia Medici con la loro diplomazia ed i loro legami dinastici in tutto il continente, gran parte degli artisti rinascimentali, Savonarola, la stessa carriera politica di Dante.
Analizzando il periodo di poche settimane intercorso tra la vittoria di Montaperti e lo svolgimento del Concilio di Empoli, dalle date presenti nei documenti ufficiali del comune fiorentino, è possibile vedere come sarebbe stato difficoltoso in ogni caso radere al suolo Firenze.
 La cronologia risulta essere la seguente:
- 4 settembre 1260 (tardo pomeriggio): vittoria ghibellina a Montaperti.
- 5 settembre 1260: festeggiamenti a Siena e sollevazione filoghibellina a Firenze.
- 9 settembre 1260: fuoriuscita dei guelfi da Firenze.
- 12 settembre 1260: entrata dei ghibellini in Firenze dalla porta meridionale.
- 13 - 16 settembre 1260: inventario e sequestro dei beni guelfi in Firenze e distruzione delle loro case.
- 17 settembre 1260: formazione del governo ghibellino in Firenze.
- 25 - 29 settembre (?) 1260: Congresso di Empoli.

I ghibellini erano dunque già saldamente al comando a Firenze al momento d'indire il Concilio di Empoli e gli esausti senesi e pisani non avrebbero avuto la forza d'intraprendere un duro assedio per conquistare la città.
La mancata distruzione di Firenze portò alla sconfitta di Siena nel 1269 nella Battaglia di Colle Val d'Elsa, di Arezzo nel 1291 nella Battaglia di Campaldino, e con la resa di Pisa nel 1270.
In pratica, dal 1300 Firenze divenne la città predominante in una Toscana totalmente guelfa, dove i ghibellini erano praticamente scomparsi.